# La Chapelle-Glain

Localització de La Chapelle-Glain

La Chapelle-Glain (en bretó Chapel-Glenn) és un municipi francès, situat a la regió de país del Loira, al departament de Loira Atlàntic, que històricament va formar part de la Bretanya. L'any 2006 tenia 775 habitants. Limita amb Juigné-des-Moutiers, Saint-Julien-de-Vouvantes, Petit-Auverné, Saint-Sulpice-des-Landes i Le Pin a Loira Atlàntic, Challain-la-Potherie i Saint-Michel-et-Chanveaux a Maine i Loire.

## Demografia
| 1962                                       | 1968  | 1975 | 1982 | 1990 | 1999 |
| ------------------------------------------ | ----- | ---- | ---- | ---- | ---- |
| 1.211                                      | 1.097 | 898  | 838  | 808  | 761  |
| Des de 1962: població sense dobles comptes |       |      |      |      |      |

## Administració
| Període   | Identitat           | Partit |
| --------- | ------------------- | ------ |
| 2001-2008 | Jean-Claude Bourdel |        |
| 2008-     | Michel Poupard      |        |